# Rallina tricolor
La rallina collorosso (Rallina tricolor G. R. Gray, 1858) è un uccello della famiglia dei Rallidi originario della regione australasiatica.

## Descrizione
La rallina collorosso è un Rallide di medie dimensioni: misura 23–30 cm di lunghezza, ha un'apertura alare di 37–45 cm e pesa intorno ai 200 g. Testa, collo e petto sono di colore bruno-rossastro, più chiaro sulla gola. Le regioni superiori sono marrone-grigiastre, così come quelle inferiori; su queste ultime, tuttavia, sono presenti delle striature più chiare. Il sottoala è vergato da strisce bianche e nere; il becco è verde e le zampe e i piedi grigio-marrone.
Il richiamo è costituito da una serie di richiami schioccanti e da deboli grugniti ripetuti più volte.

## Distribuzione e habitat
L'areale della specie comprende le Molucche (Ambon e Kur, una delle isole Tayandu) e le Piccole Isole della Sonda orientali (Damar e Larat, una delle isole Tanimbar), le isole Aru, la Nuova Guinea (comprese le isole di Yapen e di Karkar) e le isole al largo delle sue coste occidentali (Waigeo, Batanta, Salawati e Misool), le isole di D'Entrecasteaux (isola di Fergusson) e l'arcipelago di Bismarck (isole Saint Matthias, Nuova Hannover e Nuova Irlanda); la specie è presente anche, con due popolazioni disgiunte, nell'Australia nord-orientale (Queensland), dalle isole dello stretto di Torres ai monti McIlwraith, e da Cooktown a Paluma, fino al tavolato di Atherton all'interno, e su alcune isole nei pressi della costa.
È presente nelle foreste pluviali tropicali e nelle zone di fitta vegetazione nei pressi di zone umide permanenti.

## Biologia
La rallina collorosso si nutre di anfibi, invertebrati acquatici, crostacei e molluschi.
Rimane sempre sul terreno o nelle sue vicinanze, tra la fitta vegetazione. Depone nidiate composte da 3-5 uova di colore bianco sporco, che vengono covate per circa 20 giorni. I nidiacei, ricoperti da un fitto piumino nero, sono precoci e nidifughi.

## Conservazione
Con un areale così vasto e nessuna prova che indichi un declino delle sue popolazioni, la specie non è considerata in pericolo di estinzione. Viene poco studiata e passa spesso inosservata a causa della sua natura elusiva, ma sembra che in Nuova Guinea sia piuttosto comune. In Australia, d'altro canto, le popolazioni sono diminuite a causa della deforestazione.